# Liste des préfets de la Loire
Liste des préfets de la Loire depuis la création du département. Le siège de la préfecture est à Saint-Étienne.

## Consulat et Premier Empire (An VIII- 1815)
| Période        | Période | Identité                                | Fonction précédente | Observation                                                                              |
| -------------- | ------- | --------------------------------------- | --- | ---------------------------------------------------------------------------------------- |
| 2 mars 1800    | 1807    | François Perret Imbert                  | Homme de loi à Montbrison avant la Révolution Administrateur du district Administrateur du département Commissaire de l’administration centrale Député de l'Isère au Conseil des Cinq-Cents | Mort en fonction                                                                         |
| 3 avril 1807   | 1812    | Jean-Pierre Ducolombier                 | Sous-préfet de Bressuire | Préfet du Marengo (1812-1814) Préfet de Saône-et-Loire (Cent-Jours)                      |
| 1er mai 1812   | 1814    | Benoît Joseph Holvoet                   | Conseiller de préfecture du département de la Lys (an XI) Maître des requêtes au Conseil d'État Directeur des tabacs                                                                        | Nommé Préfet de Jemmapes (1812, sans suite) Poursuit sa carrière au Royaume des Pays-Bas |
| 8 janvier 1814 | 1815    | Claude-Philibert Barthelot de Rambuteau | Chambellan de l'Empereur Préfet du Simplon | Confirmé à la première Restauration), Préfet de l'Allier (6 avril 1815)                  |

## Première Restauration (1814-1815)
| Période        | Période | Identité                                | Fonction précédente                        | Observation                                                            |
| -------------- | ------- | --------------------------------------- | ------------------------------------------ | ---------------------------------------------------------------------- |
| 8 janvier 1814 | 1815    | Claude-Philibert Barthelot de Rambuteau | Chambellan de l'Empereur Préfet du Simplon | Confirmé à la première Restauration, Préfet de l'Allier (6 avril 1815) |

## Cent-Jours (1815)
| Période      | Période | Identité             | Fonction précédente             | Observation |
| ------------ | ------- | -------------------- | ------------------------------- | --- |
| 6 avril 1815 | 1815    | Pierre Louis Tribert | Sous-préfet de Bressuire (1809) | Nommé (aux Cent-Jours) Préfet des Hautes-Alpes (30 mars 1815), il refuse le poste. Député à la Chambre (Deux-Sèvres) |

## Seconde Restauration (1815-1830)
| Période | Période | Identité | Fonction précédente | Observation |
| ------- | ------- | -------- | ------------------- | ----------- |
|         |         |          |                     |             |
|         |         |          |                     |             |

- 14 juillet 1815 : Tassin de Nonneville
- 2 janvier 1823 : Louis Jules Auguste des Rotours de Chaulieu

## Monarchie de Juillet (1830-1848)
Liste des préfets de la Monarchie de Juillet (1830-1848)
- 19 août 1830 : Adrien de Gasparin
- 23 septembre 1830 : Jean Scipion Anne Mourgue
- 4 mai 1831 : Jacques Marquet de Montbreton de Norvins
- 27 juillet 1832 : Charles Wangel Bret
- 14 juillet 1833 : Louis Sers[2]
- 23 juillet 1837 : Hippolyte Paul Jayr
- 20 octobre 1838 : André Claude Faye
- 10 août 1839 : Claude-Hyacinthe-Félix de Barthélémy
- 23 novembre 1841 : Antoine-Isaac-Paradès de Daunant
- 4 janvier 1847 : Pierre-Amédée Zédé
- 13 décembre 1847 : Gilbert-Henry-Amable Cournon
- février 1848 : Barthélemy Philibert Beaune

## Deuxième République (1848-1851)
Commissaires du Gouvernement provisoire de 1848 (1848-1851)
- 6 mars 1848 : Nicolas Henri Levet
- 2 mai 1848 : Pierre-Antoine-Marie-François Sain
- 9 août 1848 : Charles-Anne-Jules Rousset
La sous-préfecture de Saint-Étienne (1800-1855), devient préfecture de la Loire à la place de Montbrison (Loire)

## Second Empire (1851-1870)
Liste des préfets du Second Empire (1851-1870)
- 7 mars 1851 : Charles Wangel Bret
- 1er février 1852 : Jean Hippolyte Ponsard
- 23 mars 1856 : Constant Thuillier
- 14 décembre 1860 : Léon Victor Mouzard-Sencier
- 22 février 1866 : Charles Alphonse Levert
- 29 décembre 1866 :  Georges Castaing

## Troisième République (1870-1940)
| Période | Période | Identité | Fonction précédente | Observation |
| ------- | ------- | -------- | ------------------- | ----------- |
|         |         |          |                     |             |
|         |         |          |                     |             |

- 5 septembre 1870 : Christophe Bertholon
- 4 mars 1871 : Alphonse Marie Morellet
- 20 mars 1871 : Henri de L'Espée
- fin mars 1871 : Pierre Louis Adrien de Montgolfier
- 6 avril 1871 : Joseph Ducros
- 28 mai 1873 : Jacques de Magnoncour de Tracy
- 19 décembre 1873 : Paul William Philip de Cardon de Sandrans
- 10 avril 1875 : Ernest Gabriel Le Barbier de Blignières
- 13 avril 1876 : Armand Pihoret
- 19 mai 1877 : Stephen Philibert Richard Buchot
- 24 mai 1877 : Scipion Doncieux
- 18 décembre 1877 : Félix Renaud
- 17 novembre 1880 : Charles Thomson
- 8 novembre 1882 : Jean Paul Marie Glaize
- 25 avril 1885 : Ange Michel Filippini
- 6 mars 1886 : Louis Ernest Bargeton
- 24 mai 1889 : Alexis Antoine Galtié
- 16 mai 1891 : Louis, Jean-Baptiste Lépine
- 26 juin 1893 : Arthur Christian  (préfet de l'Hérault) Nommé préfet du département d'Alger
- 1er février 1894 : Hippolyte Joseph Larroche
- 22 septembre 1894 : Léon Cohn
- 28 février 1896 : Etienne Antoine Joucla-Pelous
- 23 mai 1896 : Périclès Grimanelli
- 24 septembre 1900 : Ernest Frédéric Mascle
- 30 juillet 1906 : Paul Lardin de Musset
- 4 avril 1908 : Charles Henry Marie Huard
- 3 août 1909 : Théodore Marie Victor Étienne Brelet
- 20 octobre 1911 : Charles Antoine Lallemand
- 3 décembre 1917 : Georges Antoine Maxime François
- 27 juillet 1922 : François Marie Jacques Dominique Ferdinand Céccaldi
- 15 septembre 1925 : Adrien Marc Minier
- 19 février 1929 : André Cornu (non installé)
- 19 février 1929 : Pierre Claude Génébrier
- 30 décembre 1930 : Marie Étienne Henri Regnaut (non installé)
- 6 janvier 1931 : Louis Amédée Ferdinand Bressot (non installé)
- 6 janvier 1931 : Gabriel Auguste Léon Rochard
- 8 août 1931 : François Contant Eugène Graux[3]
- 8 novembre 1934 : Mainfroid Armand René Andrieu
- 4 octobre 1935 : Jean Marie Francis Laban

## Régime de Vichy sous l'Occupation (1940-1944)
| Période           | Période          | Identité                    | Fonction précédente                          | Observation                                                                                         |
| ----------------- | ---------------- | --------------------------- | -------------------------------------------- | --------------------------------------------------------------------------------------------------- |
| 17 septembre 1940 | 1er février 1941 | Antoine Jean Marcel Lemoine | Préfet du Loiret                             | Relevé des fonctions en application de la loi du 17 juillet 1940 Nommé directeur des Communications |
| 10 février 1941   | 14 mai 1943      | Georges Potut               |                                              | |
| 14 mai 1943       | 8 juin 1944      | André Boutemy               | Directeur (secrétariat d'Etat à l'Intérieur) | |

## GPRF et Quatrième République (1944-1958)
| Période           | Période           | Identité         | Fonction précédente             | Observation                                           |
| ----------------- | ----------------- | ---------------- | ------------------------------- | ----------------------------------------------------- |
| 18 novembre 1944  | 17 septembre 1947 | Lucien Monjauvis |                                 | Nommé préfet de la Savoie                             |
| 17 septembre 1947 | 11 avril 1948     | Henri Faugère    | préfet de la Charente-Maritime  | IGAME pour les départements de la 4e région militaire |
| 28 avril 1948     | 15 décembre 1951  | Roger Moris      | préfet des Pyrénées-Atlantiques | Nommé préfet de Loire-Atlantique                      |
| 17 décembre 1951  | novembre 1959     | Pierre Dumont    |                                 |                                                       |

## Cinquième République (Depuis 1958)
| Période            | Période           | Identité                  | Fonction précédente | Observation                                                                                                  |
| ------------------ | ----------------- | ------------------------- | --- | --- |
| 25 novembre 1959   | 4 août 1961       | François Collaveri        | | |
| 8 septembre 1961   | 21 décembre 1962  | Maurice Grimaud           | | |
| 3 janvier 1963     | février 1969      | Francis de Graëve         | | |
| 21 février 1969    | 11 décembre 1973  | Paul Camous (d)           | | Nommé préfet des Pays-de-la-Loire, préfet de la Loire-Atlantique                                             |
| 11 décembre 1973   | 10 septembre 1976 | Bernard Couzier (d)       | | Nommé préfet de la région Centre, préfet du Loiret                                                           |
| 10 septembre 1976  |                   | Jean Terrade (d)          | | |
| 13 décembre 1978   |                   | Georges Badault (d)       | Préfet des Côtes-du-Nord                                                                                                | |
| 19 juin 1980       |                   | Francis Boot (d)          | | |
| 7 mai 1982         | 8 mars 1985       | Jean Dominé (d)           | | Nommé préfet du Pas-de-Calais                                                                                |
| 8 mars 1985        | 13 juillet 1987   | Pierre Benazet (d)        | | Nommé préfet hors cadre                                                                                      |
| 13 juillet 1987    | 18 décembre 1991  | Jean-Paul Marty           | | Nommé préfet de la région Champagne-Ardenne, préfet de la Marne                                              |
| 3 janvier 1992     | 6 mai 1993        | Patrice Magnier (d)       | Préfet de l'Aisne | Nommé préfet de la région Auvergne, préfet du Puy-de-Dôme                                                    |
| 4 juin 1993        | 14 novembre 1996  | Jean Daubigny             | Préfet de Vaucluse | |
| 14 novembre 1996   | 12 mai 1999       | Jean-Yves Audouin (d)     | Préfet hors cadre | Nommé préfet hors cadre                                                                                      |
| 24 juin 1999       | 14 septembre 2000 | Dominique Bur             | Haut-commissaire de la République en Nouvelle-Calédonie                                                                 | Nommé directeur général des collectivités locales au ministère de l'intérieur                                |
| 28 septembre 2000  | 2002              | Bernard Boubé (d)         | Secrétaire général de la préfecture de Paris                                                                            | Nommé directeur de la protection et de la sécurité de l'Etat, au secrétariat général de la défense nationale |
| 1er août 2002      | 9 mars 2006       | Michel Morin (d)          | | Nommé préfet de l'Isère                                                                                      |
| 9 mars 2006        | 25 mai 2007       | Stéphane Bouillon         | Préfet de la Sarthe | Nommé préfet hors cadre                                                                                      |
| 5 juillet 2007     |                   | Christian Decharrière (d) | Préfet de la Vendée | |
| 30 janvier 2009    | 29 septembre 2011 | Pierre Soubelet (d)       | Préfet de l'Ain | Nommé préfet hors cadre                                                                                      |
| 29 septembre 2011  | 29 janvier 2015   | Fabienne Buccio           | Préfète de l'Eure | Nommée préfète du Pas-de-Calais                                                                              |
| 11 février 2015    | 18 février 2016   | Fabien Sudry              | Préfet de Saône-et-Loire                                                                                                | Nommé directeur de cabinet du ministre chargé de l'Aménagement du territoire                                 |
| 21 mars 2016       | 30 juillet 2020   | Evence Richard (d)        | Directeur de la protection et de la sécurité de l’État au Secrétariat général de la Défense et de la Sécurité nationale | Nommé préfet du Var                                                                                          |
| 30 juillet 2020    | 11 janvier 2023   | Catherine Séguin          | Préfète du Gers | Nommée préfète de l'Oise                                                                                     |
| 11 janvier 2023    | 31 août 2025      | Alexandre Rochatte        | Préfet de la Guadeloupe                                                                                                 | Chevalier de la Légion d’honneur Nommé haut-commissaire de la République en Polynésie française              |
| 1er septembre 2025 |                   | Muriel Nguyen             | directrice de la protection et de la sécurité de l’État au sein du SGDSN                                                | |